# Sclerotinia sclerotiorum
Espèce
Sclerotinia sclerotiorum est une espèce de champignons parasites appartenant au genre Sclerotinia. Il est à l'origine d'une maladie connue sous le nom de pourriture blanche, ou sclérotiniose, affectant diverses plantes dont le colza, le tournesol, les haricots, la carotte, le tabac.

## Taxonomie

### Noms français
La maladie que cette espèce engendre porte en français les noms vulgarisés et normalisés affaissement à sclérotes, flétrissement à sclérotes, maladie à sclérotes, pourridié à sclérotes, pourriture à sclérotes, pourriture blanche, pourriture du collet, sclérotiniose.

### Synonymie
Sclerotinia sclerotiorum a pour synonymes :
- Helotium sclerotiorum (Lib.) Fuckel, 1866
- Hymenoscyphus sclerotiorum (Lib.) W. Phillips, 1887
- Peziza coemansii J.J. Kickx, 1867
- Peziza kauffmanniana Tikhom., 1868
- Peziza sclerotiorum Lib., 1837
- Phialea sclerotiorum (Lib.) Gillet, 1881
- Rutstroemia homocarpa P. Karst.
- Sclerotinia caudata Velen., 1947
- Sclerotinia ficariae Rehm, 1893
- Sclerotinia galeopsidis Velen., 1934
- Sclerotinia henningsiana Kirschst., 1898
- Sclerotinia libertiana Fuckel, 1870
- Sclerotinia matthiolae Lendn., 1917
- Sclerotinia moelleriana Henn., 1902
- Sclerotinia opuntiarum Speg., 1900
- Sclerotinia riograndensis Rick, 1931
- Sclerotinia sclerotiorum f. orobanches Naras. & Thirum., 1954
- Sclerotinia wisconsinensis Rehm, 1908
- Sclerotinia xanthorrhoeae G.W. Beaton & Weste, 1977
- Sclerotium opuntiarum Speg., 1898
- Sclerotium varium Pers., 1801
- Whetzelinia sclerotiorum (Lib.) Korf & Dumont, 1972

## Description
Les sclérotes sont des nodules noirs de quelques millimètres d’épaisseur constitués de mycélium très condensé. Très résistants, ils peuvent vivre dans et à la surface du sol pendant 5 à 10 ans.

## Maladie
Le sclérotinia du colza est l’une des maladies principales du colza en France pouvant 
causer des pertes de rendements allant jusque 10 q/ha (1 tonne/ha). Le sclérotinia est également une maladie sur tournesol qui peut s'attaquer aux différents organes de la plante : collet, tige et feuille, bouton et capitule.

### Description

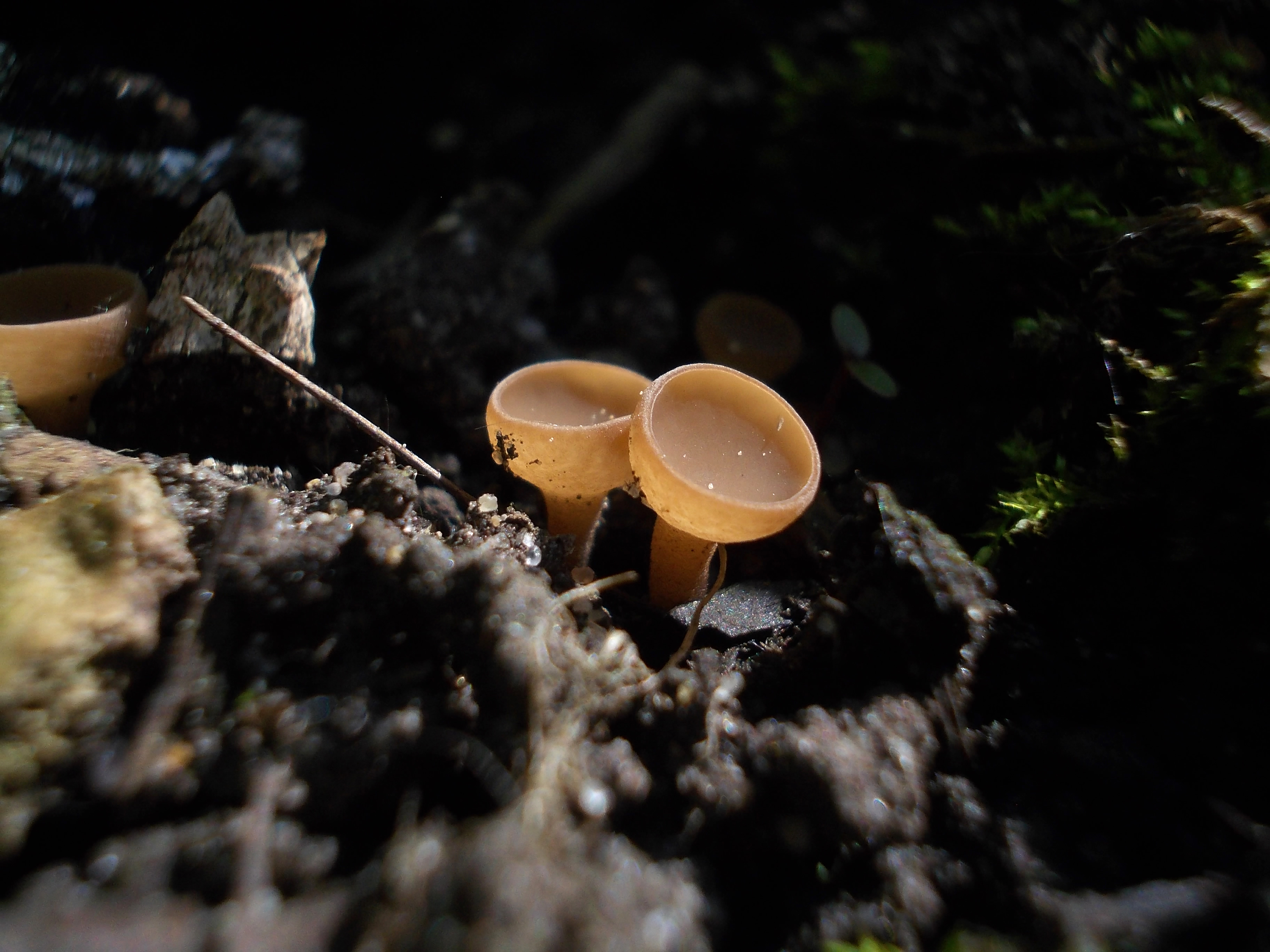
Apothécies de Sclerotinia sclerotiorum (Alentours de Moscou, Russie)

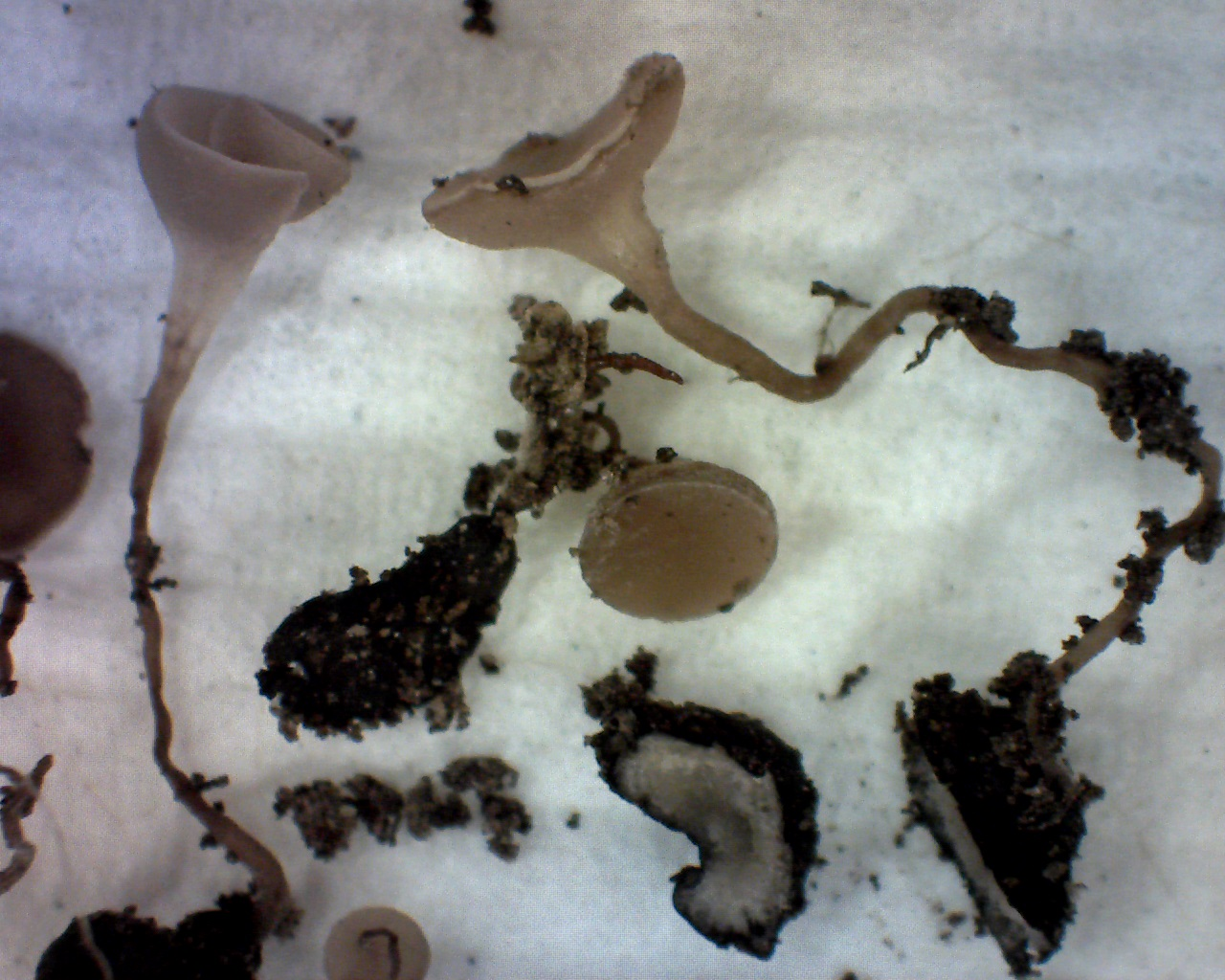
Sclerotinia sclerotiorum et son sclérote (Pennsylvanie, USA)

Cette maladie est essentiellement rencontrée dans les zones où le colza revient souvent dans la rotation. Le sclérotinia est une maladie cryptogamique, autrement dit, une maladie qui provient du développement d’un champignon. Dans le cas du sclérotinia, ce sont les sclérotes qui sont à l’origine de la maladie.
Le sclérote représente la forme de conservation de Sclerotinia sclerotiorum. Ce sont des nodules noirs de quelques millimètres d’épaisseur constitués de mycélium très condensé. Très résistants, ils peuvent vivre dans et à la surface du sol pendant 5 à 10 ans. Par conséquent, le sclérotinia représente une menace de longue durée pour la culture de colza. Sa nuisibilité est forte si l’assolement amène trop régulièrement sur la parcelle une culture sensible. Le champignon doit d'abord contaminer les pétales, qui ensuite en tombant sur les feuilles contaminent le reste de la plante.  Le colza est donc sensible pendant la floraison. Des attaques durant la première moitié de la floraison peuvent conduire à des  pertes de rendement importantes.
Certaines zones de production du territoire français sont devenues sensibles à la maladie. Ce phénomène est essentiellement dû à la fréquence d’implantation de culture favorable au développement du sclérotinia et aux applications systématiques de fongicides chimiques. Une quantité importante de sclérotes est alors présente dans ces sols contaminant les cultures sensibles comme le colza ou le tournesol. Aujourd’hui, de nombreux phénomènes de résistance sont apparus face à la carbendazime (matière active) qui n'est par ailleurs plus autorisée de mise sur le marché. D'autres familles chimiques peuvent encore protéger la floraison : carboxamides (le boscalid), triazoles et strobilurines. Il est possible aussi de limiter les sclérotes en utilisant, en traitement de sol, une préparation à base de Coniothyrium minitans.

### Développement

Cycle de vie de Sclerotinia sclerotiorum

Au printemps, une courte période douce et humide suffit à développer le cycle de la maladie. Le sclérote germe pour donner du mycélium ou former des apothécies si la température est supérieure à 5 °C et l’humidité élevée pendant 10 jours environ. À maturité, chaque apothécie libère en quelques jours entre 2 et 30 millions d’ascospores. Véhiculées par les courants d’air, elles atteignent tous les étages foliaires de la parcelle et des parcelles voisines.
La contamination de la plante ne survient que si les pétales sont touchés et si les conditions de germination des ascospores sont favorables. Les pétales stimulent en effet la germination des ascospores et la pénétration des tubes germinatifs dans la plante de colza. Le filament mycélien colonise le pétale en trois jours et celui-ci se nécrose. La chute des pétales nécrosés sur les feuilles inférieures contribue à étendre la colonisation au reste de la plante. En fin de cycle, Sclerotinia sclerotiorum forme des sclérotes dans les tissus contaminés. Ces derniers en tombant au sol assurent la préservation du pathogène et la contamination de la parcelle. Le sclérotinia représente un risque majeur essentiellement sur sol profond.

### Lutte
Il est possible de diminuer l'inoculum en alternant les cultures sensibles avec des cultures non hôte du sclérotinia et en maitrisant le désherbage des dicotylédones hôte. Une lutte biologique peut être efficace en utilisant Coniothyrium minitans.
Pour protéger la floraison une cinquantaine de spécialités sont autorisées en France réparties dans trois familles (strobilurines, IDM, SDHI), y compris si certaines sont considérées comme dangereuses pour l'homme.